# Glacier Basin Campground Ranger Station
 (mai 2020).
La Glacier Basin Campground Ranger Station est une station de rangers du comté de Larimer, au Colorado, dans le centre des États-Unis. Protégée au sein du parc national de Rocky Mountain, elle est inscrite au Registre national des lieux historiques depuis le 20 juillet 1987.